# Aya Sagakami
Aya Sagakami (8 giugno 1997) è una judoka giapponese.

## Palmares
- Campionati asiatico-pacifici di judo

Fujairah 2019: bronzo nei 48 kg.
- Campionati asiatici cadetti

Taipei 2012: oro nei 40 kg